# Lupita Nyong’o

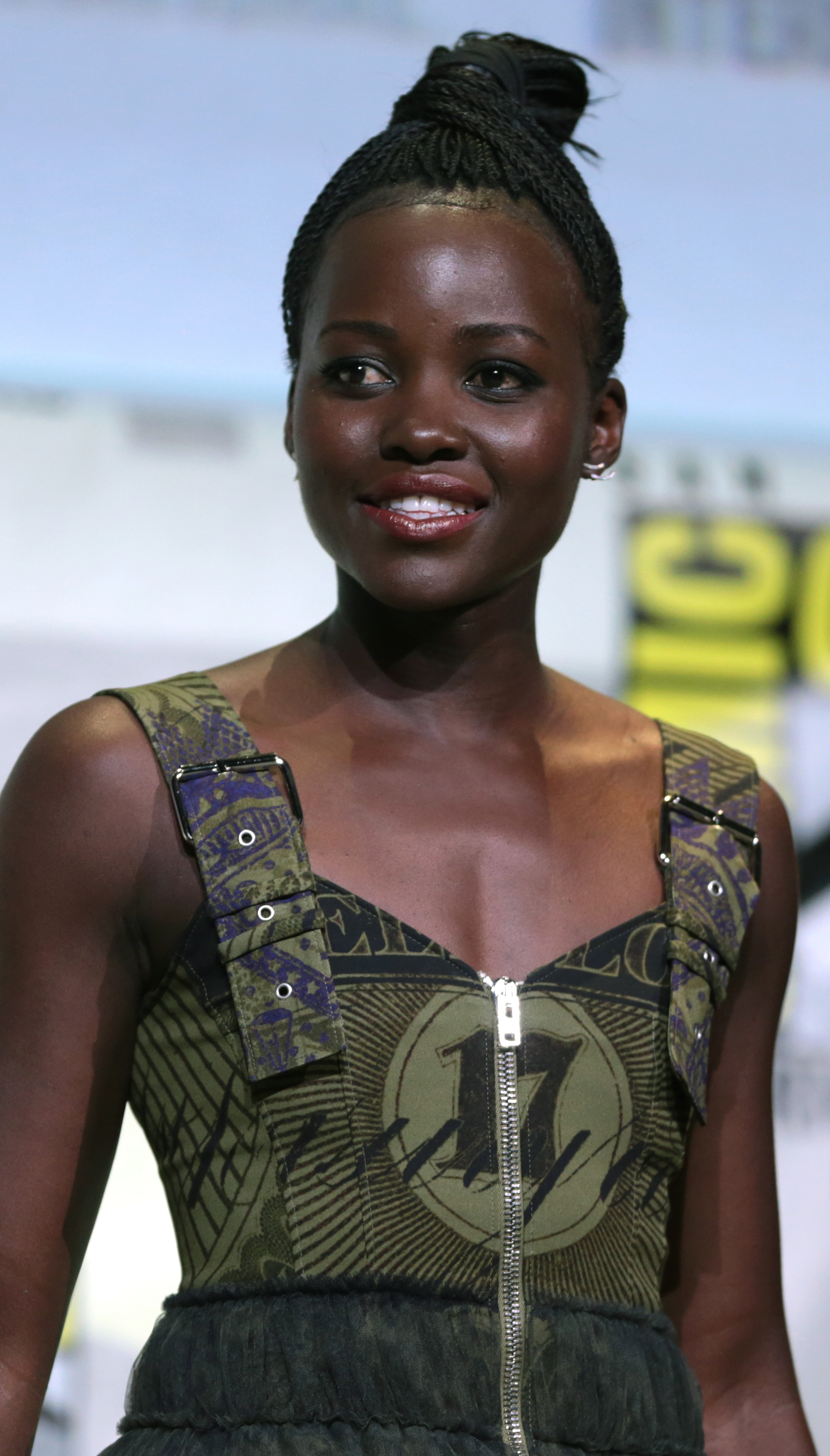
Lupita Nyong'o (2017)

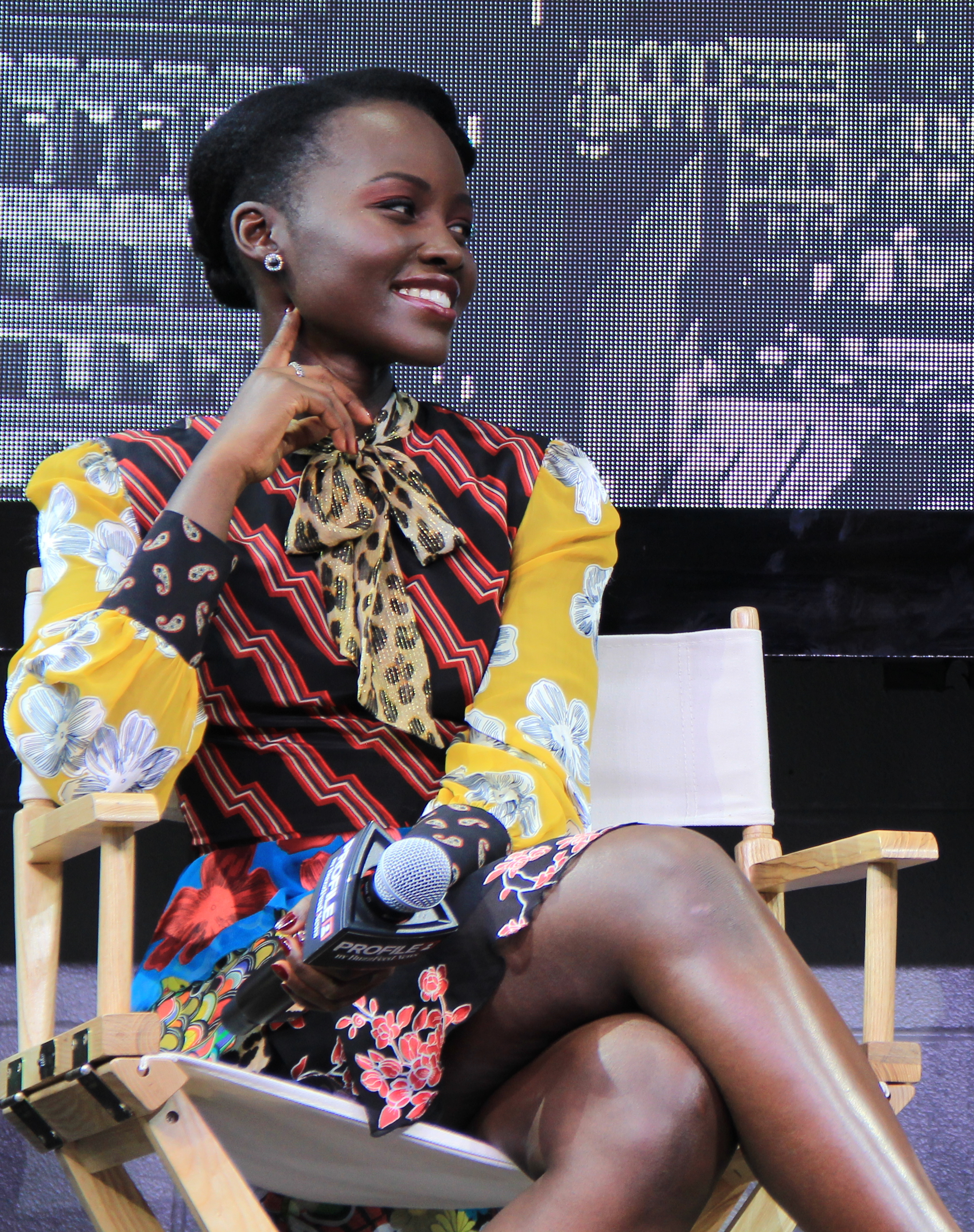
Lupita Nyong'o na SXSW 2019

Lupita Amondi Nyong’o (ur. 1 marca 1983 w Meksyku) – kenijska aktorka filmowa, laureatka Oscara za najlepszą kobiecą rolę drugoplanową w filmie Zniewolony (2013).

## Życiorys
Studiowała najpierw w Hampshire College, potem ukończyła aktorstwo na Uniwersytecie Yale. Jej pierwszy film pełnometrażowy to Zniewolony, gdzie zagrała rolę niewolnicy Patsey. Za tę rolę otrzymała nominacje do 37 nagród, z czego 20 wygrała.
Jej rodzina pochodzi z grupy etnicznej Luo, podobnie jak część rodziny Baracka Obamy. Lupita jest córką Petera Anyang’ Nyong’o, profesora uniwersyteckiego i byłego ministra zdrowia w Kenii. Według dwutygodnika Forbes jej kuzynka, Isis Nyong’o jest jedną z najbardziej wpływowych kobiet Afryki.
Od 2024 roku posiada również obywatelstwo amerykańskie. Przewodniczyła obradom jury konkursu głównego na 74. MFF w Berlinie (2024).

## Filmografia

### Filmy
| Rok  | Nazwa                                 | Rola                  | Uwagi |
| ---- | ------------------------------------- | --------------------- | --- |
| 2008 | East River                            | F                     | krótkometrażowy |
| 2013 | Zniewolony                            | Patsey                | Nagroda Akademii Filmowej (Oscar) dla najlepszej aktorki drugoplanowej Nagroda Gildii Aktorów Ekranowych za wybitny występ aktorki w roli drugoplanowej African-American Film Critics Association Award za najbardziej przełomowy występ Alliance of Women Film Journalists Award za najbardziej przełomowy występ Alliance of Women Film Journalists Award dla najlepszej aktorki drugoplanowej Austin Film Critics Association Award dla najlepszej aktorki drugoplanowej Black Film Critics Circle Award dla najlepszej aktorki drugoplanowej Black Film Critics Circle Award dla najlepszego zespołu aktorskiego Boston Online Film Critics Association Award dla najlepszej aktorki drugoplanowej Boston Online Film Critics Association Award dla najlepszego zespołu aktorskiego |
| 2014 | Non-Stop                              | Gwen                  | |
| 2015 | Gwiezdne wojny: Przebudzenie Mocy     | Maz Kanata            | rola głosowa oraz motion capture |
| 2016 | Księga dżungli                        | Raksha                | rola głosowa |
| 2016 | Queen of Katwe                        | Nakku Harriet         | |
| 2017 | Gwiezdne wojny: Ostatni Jedi          | Maz Kanata            | rola głosowa oraz motion capture |
| 2018 | Czarna Pantera                        | Nakia                 | |
| 2018 | Little Monsters                       | Caroline              | |
| 2019 | To my                                 | Adelaide Wilson / Red | |
| 2019 | Gwiezdne wojny: Skywalker. Odrodzenie | Maz Kanata            | rola głosowa oraz motion capture |
| 2022 | Czarna Pantera: Wakanda w moim sercu  | Nakia                 | w trakcie zdjęć |

### Seriale
| Rok       | Nazwa                        | Rola       | Uwagi                  |
| --------- | ---------------------------- | ---------- | ---------------------- |
| 2009      | Shuga                        | Ayira      | 5 odcinków             |
| 2017–2018 | Star Wars: Forces of Destiny | Maz Kanata | głos; serial animowany |

## Nagrody
- Nagroda Akademii Filmowej Najlepsza aktorka drugoplanowa: 2013 Zniewolony
- Nagroda Gildii Aktorów Ekranowych Najlepsza aktorka drugoplanowa: 2013 Zniewolony